# Cerete
Cerete är en kommun i provinsen Bergamo i regionen Lombardiet i Italien. Kommunen hade 1 605 invånare (2018).